# Shared Belief

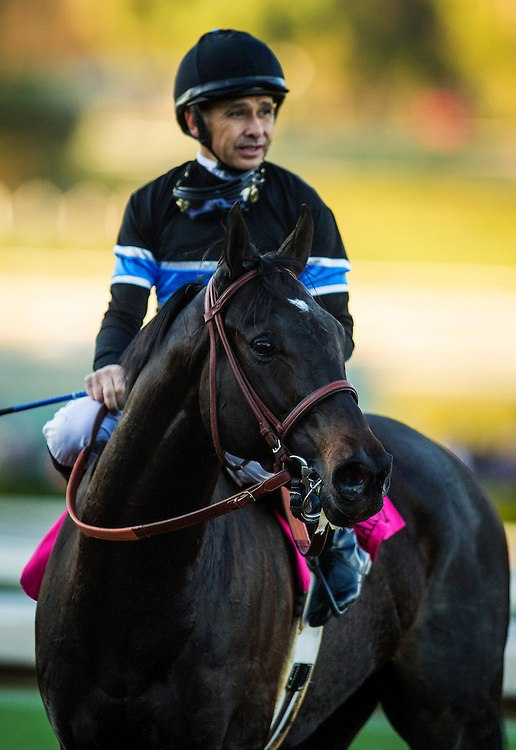
Shared Belief i jego dżokej Mike Smith, 2014.

Shared Belief (ur. 15 lutego 2011 – zm. 3 grudnia 2015) – amerykański koń wyścigowy pełnej krwi angielskiej. Syn ogiera Candy Ride i klaczy Common Hope. Był on skarogniadym wałachem. Dosiadał go Mike Smith.

## Życiorys
Shared Belief należał do Solis/Litt Bloodstock, Jungle Racing, KMN Racing i Dr George'a Todaro. Część udziałów miał także jego trener, Jerry Hollendorfer.

### Sezon 2013
Karierę rozpoczął od zwycięstwa w Maiden Special Weight. Niecały miesiąc później wygrał Bob Hope Stakes. W połowie grudnia zajął pierwsze miejsce w CashCall Futurity. Zakończył rok 2013 będąc niepokonanym w trzech startach. Ogłoszono go najlepszym dwulatkiem sezonu.

### Sezon 2014
W styczniu na jego prawym przednim kopycie pojawił się ropień. Z tego powodu nie mógł wystartować ani w Blue Grass Stakes, ani w Kentucky Derby. Wrócił na tor dopiero pod koniec maja, wygrywając gonitwę Allowance. Na początku lipca wygrał Los Alamitos Derby, a nieco ponad miesiąc później zwyciężył w Pacific Classic. Pod koniec września wygrał Awesome Again Stakes. Przy starcie w Breeders' Cup Classic zablokował go Bayern. Shared Belief nie poradził sobie z nadrobieniem strat i ukończył wyścig na czwartym miejscu, zaraz za California Chrome. 26 grudnia z łatwością wygrał Malibu Stakes.

### Sezon 2015
7 lutego ponownie zmierzył się z California Chrome w San Antonio Stakes i wygrał. Miesiąc później zwyciężył w Santa Anita Handicap. W kwietniu pobiegł w Charles Town Classic, jednak został wstrzymany po przebiegnięciu ok. sześciu furlongów. Poślizgnął się przy starcie, a jego dżokej wyczuł, że porusza się nieprawidłowo. Po wyścigu wykryto u niego obrzęk w prawym kolanie. Weterynarz stwierdził uszkodzenie tkanki miękkiej. Uraz ten nie zagrażał ani jego życiu, ani karierze, a dzięki szybkiej reakcji dżokeja udało się uniknąć poważniejszej kontuzji. Musiał jednak zrobić kilkumiesięczną przerwę, gdyż parę dni po Charles Town Classic wykryto u niego uraz miednicy.

## Śmierć
Pod koniec 2015 roku Shared Belief wrócił do treningów. Wyglądał na okaz zdrowia, jednak 3 grudnia zaczął wykazywać oznaki kolki. Zabrano go do kliniki na zabieg, jednak nie udało się go uratować. Od 2016 roku na torze Del Mar odbywa się Shared Belief Stakes – gonitwa nazwana na jego cześć.
Shared Belief wygrał 10 z 12 wyścigów (w tym jednego nie ukończył) i zarobił w sumie $2,932,200.